# Flers Agglo
Flers Agglo, anciennement communauté d'agglomération du Pays de Flers, est une communauté d'agglomération française, située dans le département de l'Orne en région Normandie.

## Historique
Créée par arrêté préfectoral du 22 octobre 1993, la communauté de villes du Pays de Flers comprend quinze communes. Elle devient communauté d'agglomération le 1er janvier 2000. Le 1er janvier 2013, elle fusionne avec la communauté de communes de la Haute Varenne et du Houlme et intègre la commune de Landisacq, tout en gardant son nom. Elle prend le nom de Flers Agglo par arrêté du 28 décembre 2015.
Au 1er janvier 2017, la communauté d'agglomération intègre les communes de l'ancienne communauté de communes du Bocage d'Athis ainsi qu'une partie de celles de la communauté de communes du Pays de Briouze et les communes de La Ferté-Macé (issue de l'ex-communauté de communes de La Ferté-Saint-Michel), Lonlay-le-Tesson et Les Monts d'Andaine,.
Lors de la campagne des élections municipales de 2020 à La Ferté Macé, les listes débattent du maintien ou non de la ville dans Flers Agglo. La municipalité nouvellement élue de Michel Leroyer, qui soutient le départ de la communauté d’agglomération flérienne officialise sa demande de la quitter pour rejoindre, dans un premier temps, la communauté de communes Andaine-Passais puis, après son refus,  la communauté de communes du Pays fertois et du Bocage carrougien,, ce qui lui est refusé par la préfète, décision confirmée par le tribunal administratif de Caen en février 2023,.

## Territoire communautaire

### Géographie
Située dans l'ouest du département de l'Orne, l'intercommunalité Flers Agglo regroupe 42 communes et s'étend sur 567,7 km2.
Son territoire est structuré autour de quatre pôles urbains : Athis-de-l'Orne, Briouze, Flers et La Ferté Macé.
Les gares de Briouze et de Flers, sur la ligne d'Argentan à Granville sont desservies par les trains  Paris - Granville  et  Dreux - Argentan - Granville.
Nomad, le réseau de bus régional, dessert Flers depuis Caen, Alençon et Argentan, ainsi que les principales communes du territoire situées sur l’axe Flers-La Ferté-Macé-Alençon

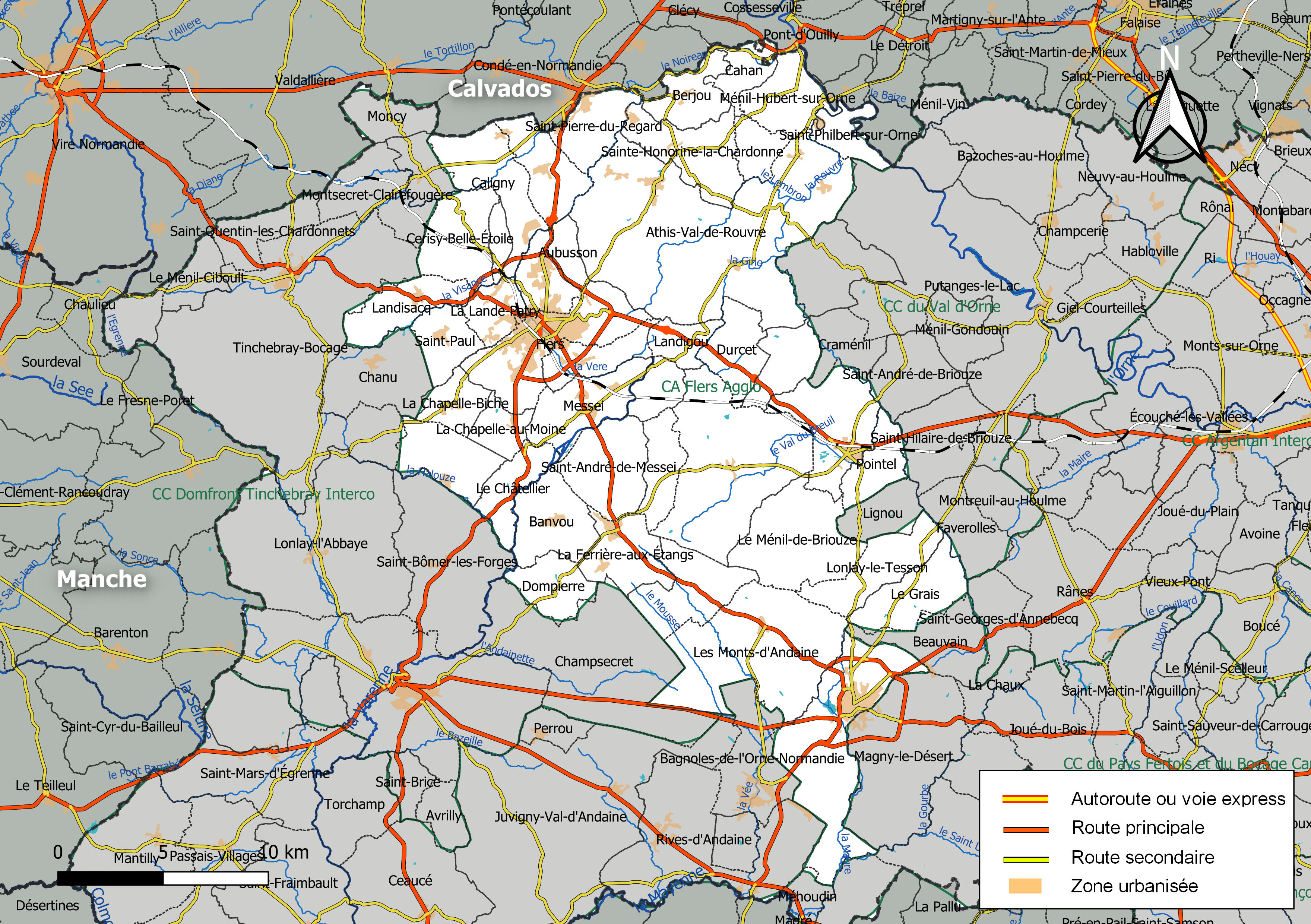
Carte de l'intercommunalité Flers Agglo au 1er janvier 2019.

### Composition
En 2023, la communauté d'agglomération est composée des 42 communes suivantes :

| Nom                           | Code Insee | Gentilé                | Superficie (km2) | Population (dernière pop. légale) | Densité (hab./km2) |
| ----------------------------- | ---------- | ---------------------- | ---------------- | --------------------------------- | ------------------ |
| Flers (siège)                 | 61169      | Flériens               | 21,15            | 14 308 (2022)                     | 677                |
| Athis-Val de Rouvre           | 61007      |                        | 76,74            | 4 208 (2022)                      | 55                 |
| Aubusson                      | 61011      | Aubussonnais           | 3,9              | 396 (2022)                        | 102                |
| Banvou                        | 61024      | Banoïciens             | 12,98            | 630 (2022)                        | 49                 |
| La Bazoque                    | 61030      | Bazoquais ou Bazoquois | 2,59             | 272 (2022)                        | 105                |
| Bellou-en-Houlme              | 61040      | Bellouins              | 38,73            | 1 031 (2022)                      | 27                 |
| Berjou                        | 61044      |                        | 8,82             | 427 (2022)                        | 48                 |
| Briouze                       | 61063      | Briouzois              | 17,15            | 1 511 (2022)                      | 88                 |
| Cahan                         | 61069      | Cahanais               | 5,87             | 162 (2022)                        | 28                 |
| Caligny                       | 61070      | Caligniens             | 14,97            | 845 (2022)                        | 56                 |
| Cerisy-Belle-Étoile           | 61078      | Ceriséens              | 13,4             | 706 (2022)                        | 53                 |
| La Chapelle-au-Moine          | 61094      | Chapellois             | 5,32             | 587 (2022)                        | 110                |
| La Chapelle-Biche             | 61095      | Bichois                | 6,25             | 532 (2022)                        | 85                 |
| Le Châtellier                 | 61102      | Castelliérains         | 8,18             | 402 (2022)                        | 49                 |
| La Coulonche                  | 61124      | Coulonchois            | 14,32            | 498 (2022)                        | 35                 |
| Dompierre                     | 61146      | Dompierrois            | 8,56             | 384 (2022)                        | 45                 |
| Durcet                        | 61148      | Durcétois              | 9,54             | 289 (2022)                        | 30                 |
| Échalou                       | 61149      | Échaluviens            | 5,59             | 328 (2022)                        | 59                 |
| La Ferrière-aux-Étangs        | 61163      | Ferrièrois             | 10,93            | 1 531 (2022)                      | 140                |
| La Ferté Macé                 | 61168      |                        | 31,86            | 5 095 (2022)                      | 160                |
| Le Grais                      | 61195      |                        | 12,21            | 206 (2022)                        | 17                 |
| La Lande-Patry                | 61218      | Landais                | 6,6              | 1 752 (2022)                      | 265                |
| La Lande-Saint-Siméon         | 61219      |                        | 5,33             | 163 (2022)                        | 31                 |
| Landigou                      | 61221      | Landigulfiens          | 5,36             | 432 (2022)                        | 81                 |
| Landisacq                     | 61222      | Landisacquois          | 10,91            | 772 (2022)                        | 71                 |
| Lonlay-le-Tesson              | 61233      | Lonlayens              | 12,37            | 229 (2022)                        | 19                 |
| Le Ménil-de-Briouze           | 61260      |                        | 21,39            | 529 (2022)                        | 25                 |
| Ménil-Hubert-sur-Orne         | 61269      | Ménil-Hubertins        | 10,68            | 487 (2022)                        | 46                 |
| Messei                        | 61278      | Messéens               | 13,21            | 1 819 (2022)                      | 138                |
| Montilly-sur-Noireau          | 61287      | Montillais             | 11,03            | 719 (2022)                        | 65                 |
| Les Monts d'Andaine           | 61463      |                        | 38,08            | 1 727 (2022)                      | 45                 |
| Pointel                       | 61332      | Pointellais            | 7,52             | 305 (2022)                        | 41                 |
| Saint-André-de-Messei         | 61362      | Messendréens           | 14,99            | 522 (2022)                        | 35                 |
| Saint-Clair-de-Halouze        | 61376      | Halouziens             | 11,81            | 821 (2022)                        | 70                 |
| Saint-Georges-des-Groseillers | 61391      | Georgiens              | 7,06             | 3 169 (2022)                      | 449                |
| Saint-Paul                    | 61443      | Saint-Pauliens         | 7,96             | 652 (2022)                        | 82                 |
| Saint-Philbert-sur-Orne       | 61444      | Philibériens           | 5,97             | 112 (2022)                        | 19                 |
| Saint-Pierre-du-Regard        | 61447      | Pétruviens             | 9,3              | 1 335 (2022)                      | 144                |
| Sainte-Honorine-la-Chardonne  | 61407      | Chardonnais            | 14,4             | 681 (2022)                        | 47                 |
| Sainte-Opportune              | 61436      | Opportuniens           | 8,46             | 243 (2022)                        | 29                 |
| Saires-la-Verrerie            | 61459      | Sairois                | 7,88             | 296 (2022)                        | 38                 |
| La Selle-la-Forge             | 61466      | Sellois                | 8,32             | 1 396 (2022)                      | 168                |

### Démographie
| 1968   | 1975   | 1982   | 1990   | 1999   | 2008   | 2013   | 2019   |
| ------ | ------ | ------ | ------ | ------ | ------ | ------ | ------ |
| 52 721 | 56 389 | 57 379 | 57 499 | 55 822 | 55 172 | 54 478 | 53 555 |

## Administration

### Siège
Le siège de la communauté d'agglomération est situé à Flers.

### Élus
La communauté de communes est administrée par son conseil communautaire, composé pour le mandat 2020-2026  de 77  conseillers municipaux représentant chacune des  communes membres et répartis de la manière suivante : 

- 19 délégués pour Flers ;

-  7 délégués pour La Ferté Macé ;

-  5 délégués pour Athis-Val de Rouvre ;

-  4 délégués pour  Saint-Georges-des-Groseillers ;

- 2 délégué pour Briouze, La Lande-Patry, Les Monts d'Andaine et Messei ;

- 1 délégué et son suppléant pour les  34 autres communes.
Au terme des élections municipales de 2020 dans l'Orne, le conseil communautaire renouvelé a réélu son président, Yves Goasdoué, maire de Flers, ainsi que ses 14 vice-présidents, qui sont :
1. Michel Dumaine, maire de Messei, chargé de l’urbanisme de programmation et de la politique de l’habitat ;
2. Vincent Beaumont, maire de La Ferrière-aux-Étangs, chargé de l’assainissement ;
3. Omar Ayad, conseiller municipal de Flers, chargé du développement durable et de l’environnement ;
4. Stéphane Gravelat, maire  des Monts d'Andaine, chargé des transports et mobilités ;
5. François Baille, élu d'Athis-Val de Rouvre, délégué à Athis-de-l'Orne chargé des pôles culturels ;
6. Jacques Fortis, maire de Briouze, chargé de l’économie ;
7. Anne Gouelibo, maire-adjointe de La Lande-Patry, chargée du tourisme ;
8. Béatrice Guyot, maire de Landisacq, chargée des personnels, des marchés et commandes publiques ;
9. Laurent Jumeline, conseiller municipal délégué de Flers, chargé de la cohésion sociale ;
10. Jérémy Prevost, conseiller municipal de Flers, chargé des finances ;
11. Gilles Rabache, maire de Caligny, chargé de l’adduction en eau potable ;
12. Thierry Raux, maire de Saint-Philbert-sur-Orne, chargé de l’animation du territoire, des équipements sportifs et grands événements ;
13. Stéphane Terrier, maire de Saint-Georges-des-Groseillers, chargé de l’urbanisme opérationnel ;
14. Sylvie Thieulent, maire de La Selle-la-Forge, chargé de la petite enfance et jeunesse.

La ville de La Ferté Macé, qui demande à quitter Flers Agglo, ne siège pas dans l'exécutif de la communauté.

### Liste des présidents
| Période      | Période       | Identité       | Étiquette | Qualité                                    |
| ------------ | ------------- | -------------- | --------- | ------------------------------------------ |
| janvier 1994 | avril 2001    | Michel Lambert | PS        | Enseignant Maire de Flers (1989 → 2001)    |
| avril 2001   | décembre 2012 | Yves Goasdoué  | PS        | Cadre territorial Maire de Flers (2001 → ) |

| Période      | Période       | Identité      | Étiquette | Qualité                                    |
| ------------ | ------------- | ------------- | --------- | ------------------------------------------ |
| janvier 2013 | décembre 2016 | Yves Goasdoué | PS        | Cadre territorial Maire de Flers (2001 → ) |

| Période      | Période                      | Identité      | Étiquette   | Qualité                                                                   |
| ------------ | ---------------------------- | ------------- | ----------- | ------------------------------------------------------------------------- |
| janvier 2017 | En cours (au 9 février 2023) | Yves Goasdoué | PS puis DVG | Cadre territorial Maire de Flers (2001 → ) Réélu pour le mandat 2020-2026 |

### Compétences
La communauté d'agglomératuon exerce les compétences qui lui ont été transférées par les communes membres, dans les conditions déterminées par le code général des collectivités territoriales.

### Régime fiscal et budget
La communauté d'agglomération est un établissement public de coopération intercommunale à fiscalité propre.
Afin de financer l'exercice de ses compétences, l'intercommunalité perçoit, comme toutes les communautés d'agglomération, la fiscalité professionnelle unique (FPU) – qui a succédé à la taxe professionnelle unique (TPU) – et assure une péréquation de ressources.
La communauté d'agglomération, qui perçoit une bonification de sa dotation globale de fonctionnement (DGF) collecte également la taxe d'enlèvement des ordures ménagères (TEOM), qui finance ce service public.
Elle ne reverse pas de dotation de solidarité communautaire (DSC) à ses communes membres.

## Projets et réalisations
Conformément aux dispositions légales, une communauté d'agglomération a pour objet d'associer « au sein d'un espace de solidarité, en vue d'élaborer et conduire ensemble un projet commun de développement urbain et d'aménagement de leur territoire ».